# دریاچه ولتا
دریاچه ولتا (به انگلیسی: Lake Volta) یک دریاچه در کشور غنا می‌باشد که از نظر مساحت وسیع‌ترین دریاچه سد جهان و از لحاظ حجم ذخایر آب سومین دریاچه سد جهان به شمار می‌رود. بخش اعظم آب این دریاچه توسط رودی به نام رود ولتا تأمین می‌شود. این دریاچه بین مدارهای ۶ و ۹ درجه عرض شمالی و تقریباً بر روی نصف‌النهار مبدأ (گرینویچ) امتداد دارد.
مساحت این دریاچه مصنوعی حدود ۸۵۰۲ کیلومتر مربع تخمین زده می‌شود؛ و بنابراین وسیع‌ترین دریاچه ساخته دست انسان به حساب می‌آید. این دریاچه در اثر ساخت سد آکوسومبو (به انگلیسی: Akosombo Dam) در سال ۱۹۶۵ پدید آمد؛ سدی که برای ساخت آن نزدیک به ۷۸۰۰۰ نفر از مردم محلی مجبور به تغییر مکان زندگی خود شدند، ۲۰۰۰۰۰ حیوان متعلق به آنان نیز از منطقه خارج شد و ۱۲۰ ساختمان تخریب گشت.
این دریاچه از جهات مختلفی برای کشور غنا سودآور است:
- تولید برق توسط ژنراتورهای عظیم سد آکوسومبو برای مصارف داخلی و حتی صادرات (به کشورهای توگو و بنین)
- استفاده‌های گوناگون از آب دریاچه (به عنوان آب آشامیدنی، آب کشاورزی و ...)[۳]
- ماهی‌گیری گسترده
- حمل و نقل پر سود انسان و کالا
- جذب توریست و رونق جهان گردی در غنا
- اخیراً نیز برخی شرکت‌ها اقدام به خارج کردن درختان استوایی زیر دریاچه (که بر اثر احداث سد به زیر آب رفتند) و استفاده از چوب آنها کرده‌اند.[۴]

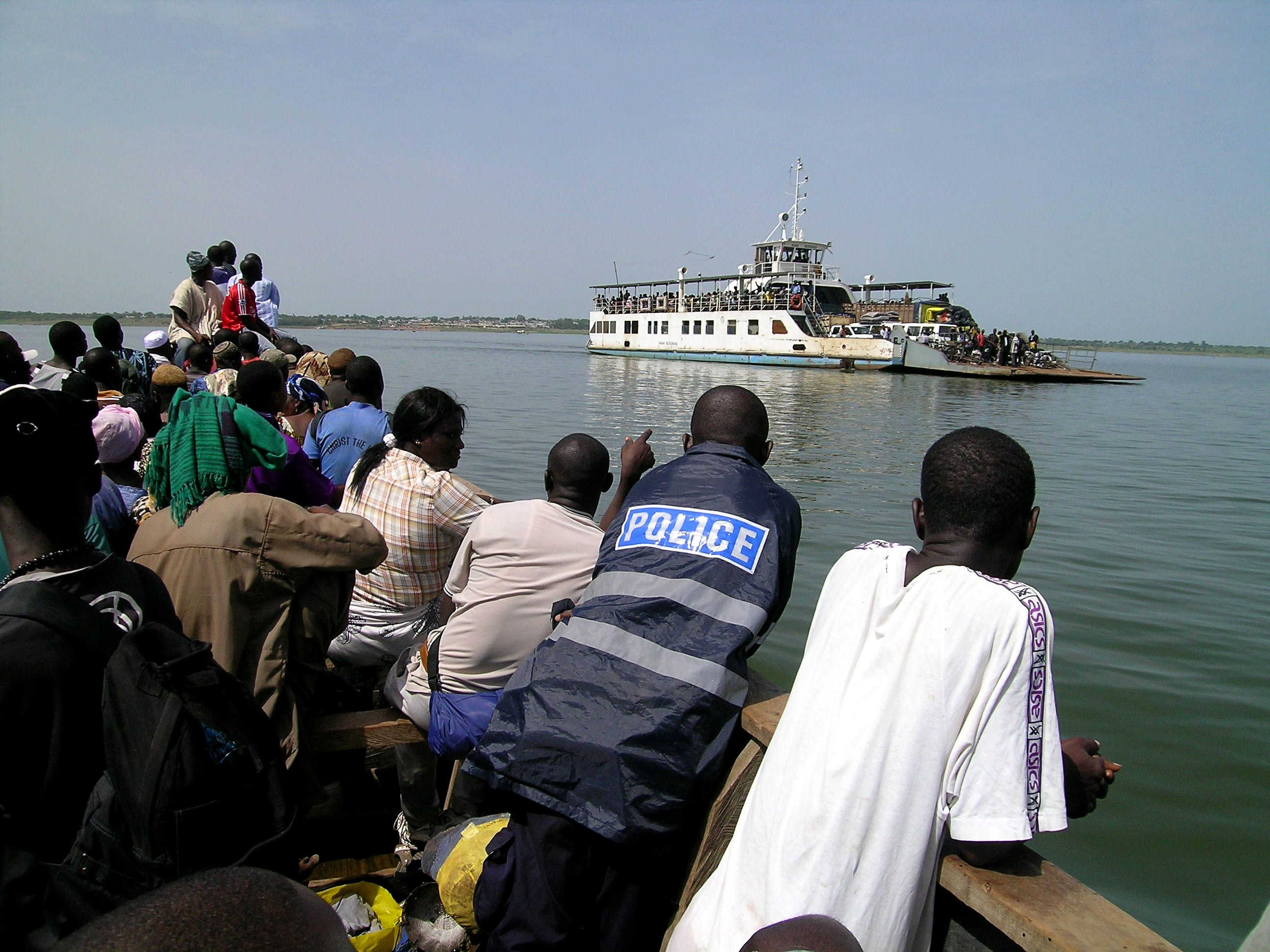
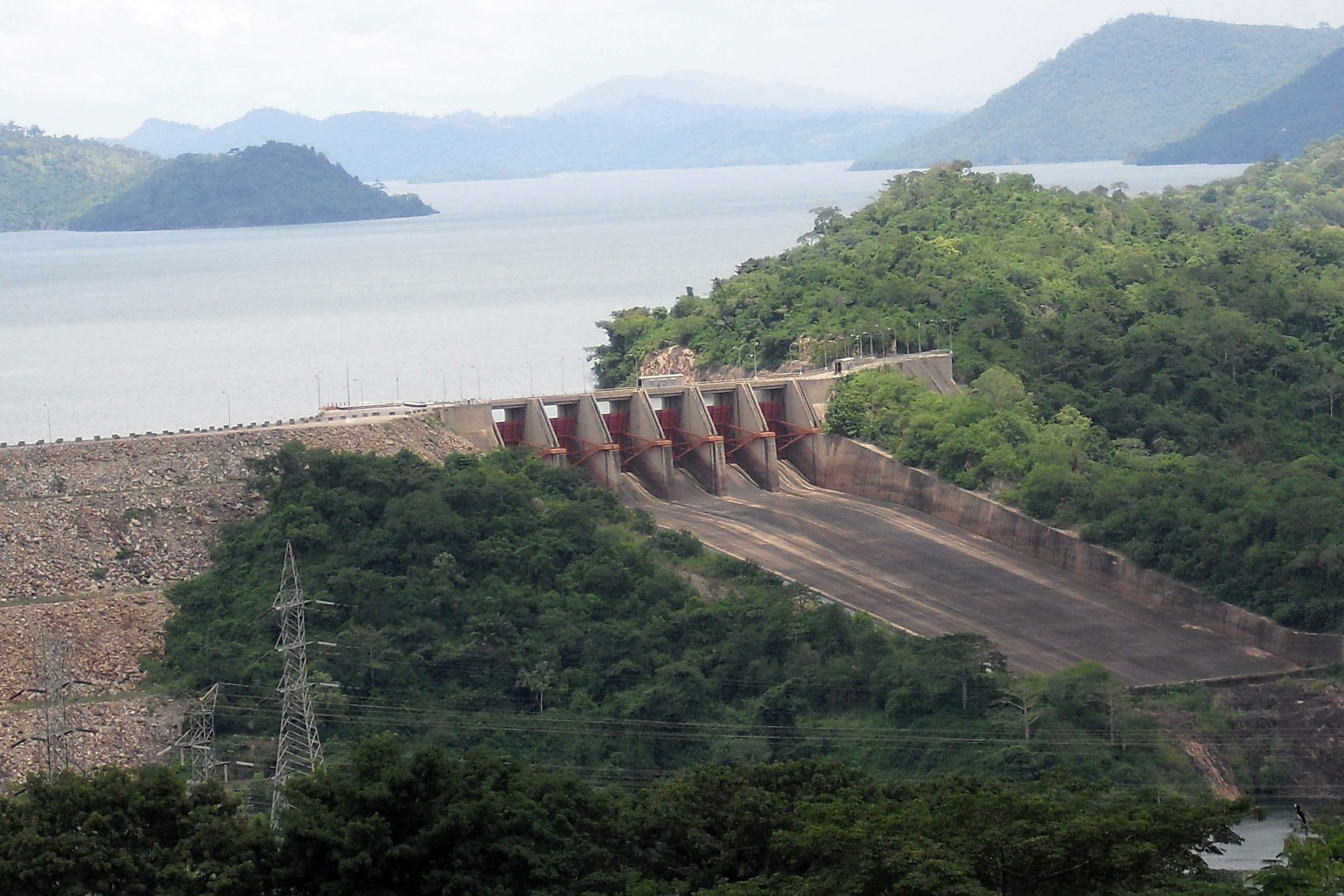
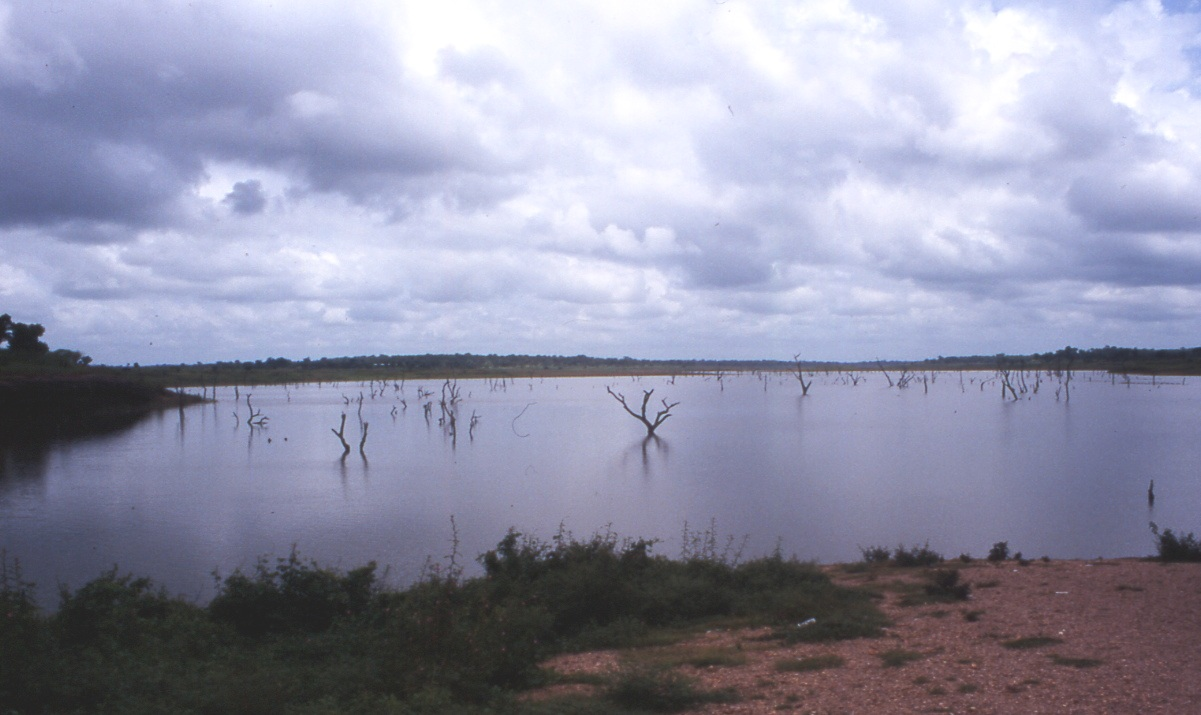